# Mohammadou Idrissou
Mohammadou Idrissou, född 8 mars 1980 i Yaoundé, Kamerun, är en kamerunsk fotbollsspelare som spelar som anfallare för den tyska klubben Viktoria Griesheim.
Idrissou spelar även för Kameruns landslag.